# Natal (miasto)
Natal – stolica stanu Rio Grande do Norte w północno-wschodniej Brazylii nad rzeką Potenji oraz miasto. Liczba mieszkańców w 2009 roku wynosiła 806 203; zespół miejski: 1 263 547 osób.
Natal został założony przez portugalskich i holenderskich osadników 25 grudnia 1599 roku. 
Najważniejszą gałęzią gospodarki w Natalu jest turystyka. Miasto położone jest wśród wielkich wydm, z których najbardziej znaną jest osiągająca wysokość 120 m Morro do Careca. Wydma Morro do Careca zlokalizowana na południowym krańcu najsłynniejszej natalskiej plaży Ponta Negra, jest turystycznym symbolem miasta, często uwidacznianym na kartkach pocztowych. W pobliżu miasta na wydmach organizowane są wycieczki na dromaderach. W mieście znajduje się Parque das Dunas, drugi pod względem wielkości (1172 ha) park miejski w Brazylii. Wielką atrakcją wśród odwiedzających Natal turystów są drzewa nanercza zachodniego. Największe z tych drzew rośnie 12 km na południe od Natalu i jest największym drzewem nanercza zachodniego na świecie. Obwód korony wynosi 500 metrów i pokrywa powierzchnię około 8500 metrów kwadratowych. Drzewo zostało posadzone w 1888 roku, a w 1994 roku zostało wpisane do Księgi Rekordów Guinnessa. W 2014 roku oddano do użytku nowy port lotniczy położony w sąsiednim mieście São Gonçalo do Amarante, w związku z czym lotnisko Augusto Severo zostało zamknięte. W mieście rozwinął się przemysł bawełniany oraz cukrowniczy.
W Natalu rozgrywane były mecze Piłkarskich Mistrzostw Świata w 2014 roku. W tym celu został wybudowany stadion Arena das Dunas – stanął w miejscu zburzonego stadionu Machadão.  
W pobliżu Natalu wydobywa się ropę naftową, uprawia owoce tropikalne. Istotną rolę odgrywa rybołówstwo, w tym połowy rekinów eksportowanych głównie do Japonii.
W ostatnich latach dramatycznie spadł poziom bezpieczeństwa w mieście. Najbezpieczniejsza niegdyś stolica stanowa Brazylii figuruje obecnie w rankingach obok Maceió, João Pessoa czy Fortalezy jako jedno z najbardziej brutalnych miast w kraju.

## Miasta partnerskie
- Betlejem, Palestyna
- Córdoba, Argentyna
- Porto Alegre, Brazylia
- Rio de Janeiro, Brazylia
- Salvador, Brazylia